# Сырая (Владимирская область)
Сырая — упразднённая деревня в Вязниковском районе Владимирской области России.

## География
Урочище находится в северо-восточной части области, в зоне хвойно-широколиственных лесов, в пределах Волжско-Окского междуречья, к западу от реки Тетрух, на расстоянии примерно 24 километров (по прямой) к юго-западу от города Вязники, административного центра района.

### Климат
Климат характеризуется как умеренно континентальный. Средняя температура воздуха самого холодного месяца (января) — −11,1 °C (абсолютный минимум — −48 °С), средняя максимальная температура воздуха (июля) — +23,3 °С (абсолютный максимум — +37 °С). Годовое количество атмосферных осадков составляет около 607 мм, из которых 413 мм выпадает в период с апреля по октябрь.

## История
В «Списке населенных мест Владимирской губернии по сведениям 1859 года» населённый пункт упомянут как удельная деревня Судогодского уезда, расположенная при прудах, в 62 верстах от уездного города. В деревне насчитывалось 15 дворов и проживало 133 человека (73 мужчины и 60 женщин).
По состоянию на 1905 год, в Сырой имелось 18 дворов и проживало 133 человека. В административном отношении деревня входила в состав Воскресенской волости.
По данным 1926 года в деревне имелось 21 хозяйство (в том числе 20 крестьянских) и проживало 140 человек (63 мужчины и 77 женщин). Являлась частью Восцинского сельсовета.
На момент упразднения входила в состав Галкинского сельсовета Вязниковского района. Упразднена решением облисполкома № 778 от 23 ноября 1983 года как фактически не существующая.